# McVicar
McVicar è il quarto album in studio da solista del cantante britannico Roger Daltrey, pubblicato nel 1980. Il disco è la colonna sonora del film omonimo diretto da Tom Clegg e interpretato dallo stesso Roger Daltrey.

## Tracce
Side 1
1. Bitter and Twisted – 4:07 (Steve Swindells)
2. Just a Dream Away – 4:17 (Russ Ballard)
3. Escape, Part One – 4:00 (Jeff Wayne)
4. White City Lights – 3:17 (Billy Nicholls, Jon Lind)
5. Free Me – 3:59 (Ballard)

Side 2
1. My Time Is Gonna Come – 3:17 (Ballard)
2. Waiting for a Friend – 3:24 (Nicholls)
3. Escape, Part Two – 4:00 (Wayne)
4. Without Your Love – 3:18 (Nicholls)
5. McVicar – 2:50 (Nicholls)